# Liste des distinctions de Mon oncle Charlie
 (décembre 2023).
Si vous disposez d'ouvrages ou d'articles de référence ou si vous connaissez des sites web de qualité traitant du thème abordé ici, merci de compléter l'article en donnant les références utiles à sa vérifiabilité et en les liant à la section « Notes et références ».
Cette liste des récompenses et nominations de Mon oncle Charlie récapitule toutes les distinctions reçues par la série télévisée américaine Mon oncle Charlie (2003-2015).

## Par cérémonie

### Primetime Emmy Awards
| Année | Catégorie                                                                         | Nommé(s)                                                                 | Résultat   |
| ----- | --------------------------------------------------------------------------------- | ------------------------------------------------------------------------ | ---------- |
| 2004  | Meilleure musique de générique                                                    | Lee Aronsohn, Grant Geissman, Chuck Lorre                                | Nomination |
| 2004  | Meilleure photographie pour une série à caméras multiples                         | Steven V. Silver                                                         | Nomination |
| 2004  | Meilleure direction artistique pour une série à caméras multiples                 | John Shaffner, Ann Shea                                                  | Nomination |
| 2005  | Meilleure actrice dans un second rôle                                             | Holland Taylor                                                           | Nomination |
| 2005  | Meilleure actrice dans un second rôle                                             | Conchata Ferrell                                                         | Nomination |
| 2005  | Meilleur mixage du son pour une série ou un programme spécial à caméras multiples | Robert LaMasney, Charlie McDaniel, Kathy Oldham, Bruce Peters            | Lauréat    |
| 2005  | Meilleur montage à caméras multiples pour une série dramatique                    | Joe Bella                                                                | Nomination |
| 2005  | Meilleure photographie pour une série à caméras multiples                         | Steven Silver                                                            | Nomination |
| 2005  | Meilleure direction artistique pour une série à caméras multiples                 | John Shaffner, Ann Shea                                                  | Nomination |
| 2006  | Meilleur acteur dans second rôle dans une série comique                           | Jon Cryer                                                                | Nomination |
| 2006  | Meilleur mixage du son pour une série ou un programme spécial à caméras multiples | Bob La Masney, Charlie McDaniel, Kathy Oldham, Bruce Peters              | Nomination |
| 2006  | Meilleur montage à caméras multiples pour une série dramatique                    | Joe Bella                                                                | Lauréat    |
| 2006  | Meilleur acteur dans une série comique                                            | Charlie Sheen                                                            | Nomination |
| 2006  | Meilleur acteur invité dans une série télévisée comique                           | Martin Sheen                                                             | Nomination |
| 2006  | Meilleure série comique                                                           |                                                                          | Nomination |
| 2006  | Meilleure photographie pour une série à caméras multiples                         | Steven V. Silver                                                         | Nomination |
| 2007  | Meilleure actrice dans un second rôle                                             | Holland Taylor                                                           | Nomination |
| 2007  | Meilleure actrice dans un second rôle                                             | Conchata Ferrell                                                         | Nomination |
| 2007  | Meilleur acteur dans second rôle dans une série comique                           | Jon Cryer                                                                | Nomination |
| 2007  | Meilleur montage à caméras multiples pour une série dramatique                    | Joe Bella                                                                | Lauréat    |
| 2007  | Meilleur acteur dans une série comique                                            | Charlie Sheen                                                            | Nomination |
| 2007  | Outstanding Comedy Series                                                         |                                                                          | Nomination |
| 2007  | Meilleure photographie pour une série à caméras multiples                         | Steven Silver                                                            | Lauréat    |
| 2008  | Meilleure actrice dans un second rôle                                             | Holland Taylor                                                           | Nomination |
| 2008  | Meilleur acteur dans second rôle dans une série comique                           | Jon Cryer                                                                | Nomination |
| 2008  | Meilleur mixage son pour série comique ou dramatique                              | Bruce Peters, Kathy Oldham, Charlie McDaniel, Bob La Masney              | Nomination |
| 2008  | Outstanding Makeup for a Multi-camera Series or a Special                         | Janice Berridge, Peggy Nichols, Shelly Woodhouse-Collins, Gabriel Solana | Nomination |
| 2008  | Meilleur acteur dans une série comique                                            | Charlie Sheen                                                            | Nomination |
| 2008  | Outstanding Hairstyling for a Multi-camera Series or a Special                    | Pixie Schwartz, Krista Borrelli, Ralph M. Abalos, Janice Zoladz          | Nomination |
| 2008  | Meilleure série comique                                                           |                                                                          | Nomination |
| 2009  | Meilleur acteur dans second rôle dans une série comique                           | Jon Cryer                                                                | Lauréat    |
| 2009  | Meilleur acteur dans une série comique                                            | Charlie Sheen                                                            | Nomination |
| 2010  | Meilleur acteur dans second rôle dans une série comique                           | Jon Cryer                                                                | Nomination |
| 2010  | Meilleure actrice dans un second rôle                                             | Holland Taylor                                                           | Nomination |
| 2010  | Meilleure actrice invitée dans une série comique                                  | Jane Lynch                                                               | Nomination |
| 2010  | Meilleure photographie pour une série d'une demi-heure                            | Steven V. Silver                                                         | Nomination |
| 2010  | Outstanding Hairstyling for a Multi-Camera Series or Special                      | Pixie Schwartz, Krista Borrelli, Ralph Abalos, Janice Allison            | Nomination |
| 2010  | Outstanding Sound Mixing for a Comedy or Drama Series (Half-Hour) and Animation   | Bruce Peters, Bob LaMasney, Kathy Oldham                                 | Nomination |
| 2011  | Meilleur acteur dans second rôle dans une série comique                           | Jon Cryer                                                                | Nomination |
| 2011  | Meilleure photographie pour une série à caméras multiples                         | Steven V. Silver                                                         | Lauréat    |
| 2012  | Meilleur acteur dans une série comique                                            | Jon Cryer                                                                | Lauréat    |
| 2012  | Meilleure photographie pour une série à caméras multiples                         | Steven V. Silver                                                         | Lauréat    |
| 2012  | Meilleur montage à caméras multiples pour une série dramatique                    | Joseph Bella                                                             | Nomination |
| 2012  | Meilleure actrice invitée dans une série invitée                                  | Kathy Bates                                                              | Lauréat    |

### Golden Globe Awards
| Année | Catégorie                                                    | Nommé(s)      | Résultat   |
| ----- | ------------------------------------------------------------ | ------------- | ---------- |
| 2004  | Meilleur acteur dans une série télévisée musicale ou comique | Charlie Sheen | Nomination |
| 2005  | Meilleur acteur dans une série télévisée musicale ou comique | Charlie Sheen | Nomination |

### Screen Actors Guild Awards
| Année | Catégorie                              | Nommé(s)      | Résultat   |
| ----- | -------------------------------------- | ------------- | ---------- |
| 2005  | Meilleur acteur dans une série comique | Charlie Sheen | Nomination |
| 2010  | Meilleur acteur dans une série comique | Charlie Sheen | Nomination |
| 2012  | Meilleur acteur dans une série comique | Jon Cryer     | Nomination |

### Teen Choice Awards
| Année | Catégorie                              | Nommé(s)       | Résultat   |
| ----- | -------------------------------------- | -------------- | ---------- |
| 2007  | Meilleur acteur dans une série comique | Charlie Sheen  | Nomination |
| 2008  | Meilleur acteur dans une série comique | Charlie Sheen  | Nomination |
| 2009  | Meilleur acteur dans une série comique | Charlie Sheen  | Nomination |
| 2012  | Meilleur acteur dans une série comique | Ashton Kutcher | Nomination |

### ALMA Awards
| Année | Catégorie                              | Nommé(s)      | Résultat   |
| ----- | -------------------------------------- | ------------- | ---------- |
| 2008  | Meilleur acteur dans une série comique | Charlie Sheen | Lauréat    |
| 2009  | Meilleur acteur dans une série comique | Charlie Sheen | Nomination |

### ASCAP Awards
| Année | Catégorie     | Nommé(s)                     | Résultat |
| ----- | ------------- | ---------------------------- | -------- |
| 2004  | Top TV Series | Lee Aronsohn, Grant Geissman | Lauréat  |
| 2005  | Top TV Series | Lee Aronsohn, Grant Geissman | Lauréat  |
| 2006  | Top TV Series | Lee Aronsohn, Grant Geissman | Lauréat  |

### Art Directors Guild
| Année | Catégorie                             | Nommé(s)                                        | Résultat   |
| ----- | ------------------------------------- | ----------------------------------------------- | ---------- |
| 2006  | Excellence in Production Design Award | John Shaffner                                   | Nomination |
| 2007  | Excellence in Production Design Award | John Shaffner                                   | Nomination |
| 2008  | Excellence in Production Design Award | John Shaffner                                   | Nomination |
| 2009  | Excellence in Production Design Award | John Shaffner, Francoise Cherry-Cohen, Ann Shea | Nomination |
| 2011  | Excellence in Production Design Award | John Shaffner, Francoise Cherry-Cohen, Ann Shea | Nomination |

### BMI Film & TV Awards
| Année | Catégorie   | Nommé(s)           | Résultat |
| ----- | ----------- | ------------------ | -------- |
| 2004  | Chuck Lorre | BMI TV Music Award | Lauréat  |
| 2005  | Chuck Lorre | BMI TV Music Award | Lauréat  |
| 2008  | Chuck Lorre | BMI TV Music Award | Lauréat  |
| 2009  | Chuck Lorre | BMI TV Music Award | Lauréat  |

### Casting Society of America Awards
| Année | Catégorie                                | Nommé(s)   | Résultat   |
| ----- | ---------------------------------------- | ---------- | ---------- |
| 2004  | Meilleur casting                         | Ken Miller | Nomination |
| 2005  | Meilleur casting pour un épisode comique | Ken Miller | Nomination |

### Young Artist Awards
| Année | Catégorie                                                                          | Nommé(s)       | Résultat   |
| ----- | ---------------------------------------------------------------------------------- | -------------- | ---------- |
| 2004  | Meilleure prestation dans une série comique - Jeune acteur ayant un rôle récurrent | Angus T. Jones | Lauréat    |
| 2004  | Meilleure série télévisée familiale                                                |                | Nomination |
| 2006  | Meilleure prestation dans une série comique - Jeune acteur ayant un rôle récurrent | Angus T. Jones | Lauréat    |
| 2008  | Meilleure prestation dans une série comique - Jeune acteur tenant un premier rôle  | Angus T. Jones | Nomination |

### TV Land Awards
| Année | Catégorie            | Nommé(s)                                                                                          | Résultat |
| ----- | -------------------- | ------------------------------------------------------------------------------------------------- | -------- |
| 2009  | Future Classic Award | Mark Burg, Jon Cryer, Conchata Ferrell, Holland Taylor Angus T. Jones, Chuck Lorre, Charlie Sheen | Lauréat  |

### People's Choice Awards
| Année | Catégorie                                  | Résultat   |
| ----- | ------------------------------------------ | ---------- |
| 2004  | Nouvelle série comique préférée            | Lauréat    |
| 2007  | Série comique préférée                     | Lauréat    |
| 2008  | Série comique préférée                     | Lauréat    |
| 2009  | Série comique préférée                     | Lauréat    |
| 2011  | Série comique préférée                     | Nomination |
| 2012  | Série comique sur le réseau câblé préférée | Nomination |

### PGA Awards
| Année | Catégorie                                         | Nommé(s)                                   | Résultat   |
| ----- | ------------------------------------------------- | ------------------------------------------ | ---------- |
| 2006  | Television Producer of the Year Award in Episodic | Chuck Lorre, Lee Aronsohn, Michael Collier | Nomination |

### Kids' Choice Awards
| Année | Catégorie                    | Nommé(s)      | Résultat   |
| ----- | ---------------------------- | ------------- | ---------- |
| 2007  | Acteur de télévision préféré | Charlie Sheen | Nomination |

### Prix GLAAD Media
| Année | Catégorie                                                                    | Nommé(s)              | Résultat   |
| ----- | ---------------------------------------------------------------------------- | --------------------- | ---------- |
| 2005  | Outstanding Individual Episode (In a Series Without a Regular Gay Character) | épisode Copain-copine | Nomination |